# Perla (gènere)
Perla és un gènere d'insectes plecòpters pertanyent a la família dels pèrlids.

## Hàbitat
En els seus estadis immadurs són aquàtics i viuen a l'aigua dolça, mentre que com a adults són terrestres i voladors.

## Distribució geogràfica
Es troba a Europa, l'Àfrica del Nord, Àsia, Mèxic i el Con Sud de Sud-amèrica.

## Taxonomia
- Perla abdominalis (Guérin-Méneville, 1838)
- Perla aegyptiaca (Pictet, F.J., 1841)
- Perla bipunctata (Pictet, 1833)
- Perla blanchardi (Jacobson & Bianchi, 1905)
- Perla burmeisteriana (Claassen, 1936)
- Perla carantana (Sivec & Graf, 2002)
- Perla carletoni (Banks, 1920)
- Perla caucasica (Navàs, 1931)
- Perla caudata (Klapálek, 1921)
- Perla comstocki (Wu, C.F., 1937)
- Perla coulonii (Pictet, F.J., 1841)
- Perla cymbele (Needham, 1909)
- Perla duvaucelii (Pictet, F.J., 1841)
- Perla grandis (Rambur, 1841)
- Perla horvati (Sivec & Stark, 2002)
- Perla illiesi (Braasch & Joost, 1971)
- Perla ione (Needham, 1909)
- Perla kiritschenkoi (Zhiltzova, 1961)
- Perla liui (Wu, 1940)
- Perla madritensis (Rambur, 1842)
- Perla marginata (Panzer, 1799)
- Perla melanophthalma (Navàs, 1926)
- Perla mexicana (Guérin-Méneville, 1838)
- Perla minor (Curtis, 1827)
- Perla nirvana (Banks, 1920)
- Perla orientalis (Claassen, 1936)
- Perla pallida (Guérin, 1838)
- Perla persica (Zwick, 1975)
- Perla quadrata (Klapálek, 1907)
- Perla shestoperowi (Navàs, 1933)
- Perla simplex (Chu, 1929)
- Perla tibialis (Pictet, 1841)
- Perla vitticollis (Hagen, 1873)
- Perla xenocia (Banks, 1914)
- Perla zwicki (Sivec & Stark, 2002)[6][7][8][9][10][11]